# هارولد إليس (كرة سلة)
هارولد إليس (بالإنجليزية: Harold Ellis)‏ مواليد 7 أكتوبر 1970 في أتلانتا، هو مدرب كرة سلة أمريكي ولاعب سابق. بدأ مسيرته الاحترافية في سنة 1992. يبلغ طوله 6 قدم 5 بوصة (2.0 م). حقق المركز الأول في بطولة أمم الأمريكتين لكرة السلة 1993. اعتزل اللعب في 2001.

## المسيرة الاحترافية
لعب مع لوس أنجلوس كليبرز في موسم 1994–1995، ثم لعب مع نادي أريس لكرة السلة في موسم 1995–1996، ثم لعب مع ساسكي باسكونيا في الدوري الإسباني في سنة 1997، ثم لعب مع دنفر ناغتس في موسم 1997–1998.

## الميداليات
| الميدالية | المسابقة                             |
| --------- | ------------------------------------ |
| ذهبية     | بطولة أمم الأمريكتين لكرة السلة 1993 |

## روابط خارجية
- هارولد إليس على موقع إن بي أي (الإنجليزية)
- هارولد إليس على موقع سبورتس رفرنس (الإنجليزية)
- هارولد إليس على موقع الدوري الإسباني لكرة السلة (الإسبانية)
- هارولد إليس على موقع كرة السلة الأوروبية.كوم (الإنجليزية)
- هارولد إليس على موقع ريلجم (الإنجليزية)
- هارولد إليس على موقع بروبوليرز (الإنجليزية)